# Banavara, Arsikere
Banavara là một làng thuộc tehsil Arsikere, huyện Hassan, bang Karnataka, Ấn Độ.